# Montaje

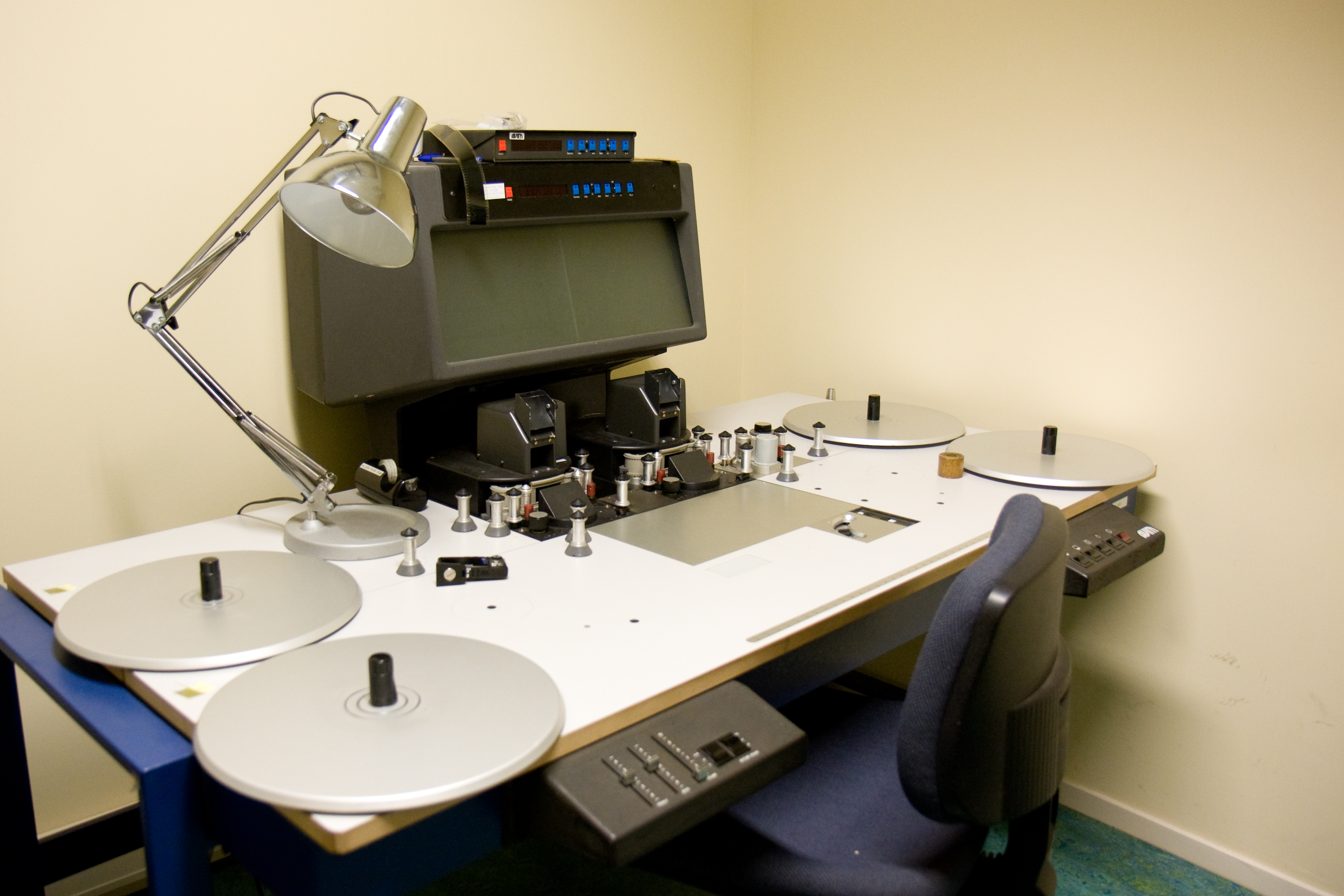
Mesa de montaje convencional

El montaje o edición audiovisual es el proceso consistente en unir trozos de película para crear distintas secuencias, generalmente siguiendo un guion cinematográfico o idea del director de cine que termina en una producción final. En vídeo la palabra equivalente es edición, asegurarse de que cada uno de los detalles necesarios para una puesta en escena estén bien.
Ya que de cada escena se hacen varias tomas, y que existen miles de tomas diferentes en una película, el montaje constituye una ardua labor. Siguiendo la trama del guion, el montador, en general, tiene libertad para montar las diferentes tomas realizadas de una escena de la manera que estime más apropiada. Asimismo, puede utilizar más o menos metraje de película de cada toma, y decidir cómo enlazar una escena o secuencia con la siguiente. Por todo ello se considera que el montaje es una de las disciplinas fundamentales en la realización de una película.

## Primeros experimentos
Edwin S. Porter es generalmente considerado como el primer cineasta estadounidense en poner la edición fílmica en uso. Aunque es en Inglaterra con la Escuela de Brighton cuando el lenguaje cinematográfico comienza a brotar, y la lectura va a dejar de ser lectura fotográfica, pictórica, teatral, hacia dentro, se abre la percepción del ser humano a una nueva lectura, la del plano cinematográfico, único y revolucionario,  hacia fuera; Smith fracciona una acción, es decir, ejecuta montaje: Las aventuras de Mary Jane. Porter trabajó como un técnico eléctrico antes de unirse al laboratorio de cine de Thomas Alva Edison a finales de los 90. Las primeras películas de Thomas Edison (donde su compañía inventó una cámara de movimientos y un proyector) y otras fueron cortometrajes que fueron una toma larga, estática y en picado. El movimiento en las tomas era todo lo necesario para divertir a un público, por lo que las primeras películas, simplemente mostraban actividad cotidiana, tales como el movimiento del tráfico en una calle de la ciudad. No había historia ni edición. Cada película corría tal como era filmada en la cámara. Cuando el estudio cinematográfico de Edison buscaba incrementar la duración de sus cortometrajes, Edison consultó a Porter. Porter hizo una película innovadora, Vida de un bombero estadounidense en 1903. La película fue casi la primera en tener un argumento, acción e incluso primer plano de una mano activando una alarma de fuego.
Otras películas siguieron. La avanzada película de Porter, Asalto y robo de un tren aún se mantiene mostrando en academias de cine en la actualidad como un ejemplo de primeras ediciones fílmicas. Fue producida en 1903 y fue unas de los primeros ejemplos de una edición dinámica y llena de acción —reuniendo las escenas rodadas en diferentes momentos y lugares y para el impacto emocional no está disponible en un tiro largo estático. Siendo una de las primeras películas con un guion (director fílmico, editor e ingeniero), Porter también inventó y utilizó algunos de sus muy primeros (aunque primitivos) efectos especiales como doble exposición, miniaturas y escenas cortadas.
Porter descubrió importantes aspectos del lenguaje cinematográfico: que la imagen en pantalla no necesita mostrar una persona completa de pies a cabeza y que uniendo dos tomas crea un contexto coyuntural en la mente del espectador. Estos fueron los descubrimientos clave que hicieron posible que las tomas (en este caso, toda la escena desde cada toma es una escena completa) puede ser fotografiado en lugares muy diferentes en un período de tiempo (horas, días o incluso meses) y se combinan en un todo narrativo. Esto que, Asalto y robo de un tren contiene escenas en estudios de una estación de telégrafo, el interior de un carro de rieles, y un salón de baile, con escenas al aire libre en una torre de agua del ferrocarril, en el propio tren, en un punto a lo largo de la pista, y en los bosques. Pero cuando los ladrones dejaban el interior de la estación de telégrafo (estudio) y salían en una torre de agua, la audiencia creía que ellos venían inmediatamente de un lugar a otro. O que cuando se suben en el tren de una sola vez y entrar en el vagón de equipajes (una serie) en el próximo, el público cree que están en el mismo tren.
Una vez, alrededor de 1918, el director ruso Lev Kuleshov hizo un experimento que probó este punto. Tomó un clip de película antigua de un plano en la cabeza de un actor de Rusia e intercaló una toma de un plato de sopa, y luego con un niño jugando con un oso de peluche, y luego un plano a una anciana en un ataúd. Cuando mostró la película a la gente, ellos elogiaron la actuación del actor; el hambre en su cara cuando miró la sopa, el placer con los niños y la aflicción con la mujer muerta. Por supuesto, la toma del actor fue años antes que otras tomas y nunca vio ninguno de esos elementos. El simple acto de yuxtaposición hace que las tomas creen un relación entre ellas.

## Fundamentos psicológicos del montaje
La sucesión de tomas de una película se basa en la mirada y en el pensamiento o en otras palabras la tensión mental del espectador. El montaje tiene un carácter dialéctico: cada toma incluye un elemento que tiene su respuesta en la toma siguiente. Entonces la tensión psicológica del espectador es una causa que debe ser satisfecha por la continuidad de tomas. Cada toma funciona en sí mismo como unidad, pero incompleta. Entonces el relato cinematográfico aparece como una serie de síntesis parciales.

## Raccord
Es imprescindible crear una cierta continuidad, incluso en montaje paralelo, llamada raccord. Sirve para situar al espectador en un espacio para no desorientarlo.
Características:
- Explica una historia eliminando todo lo innecesario y evitando repeticiones.
- Crea una coherencia espacial.
- Mantiene la continuidad temporal.
- Crea relaciones visuales y rítmicas.
- Oculta al espectador los recursos de construcción de ficción.

Tipos
- De posición: el actor debe ocupar la misma posición de una secuencia a la otra.
- De miradas: las miradas deben seguir una orientación lógica en planos consecutivos.
- De vestuario: se ha de respetar los posibles cambios o no de vestuario y los daños o cambios que estos tengan.
- De posición de cámara: muy importante a la hora de realizar el montaje de la película.
- De maquillaje y peluquería
- De montaje: para dar continuidad y sentir la narración.

## Postproducción

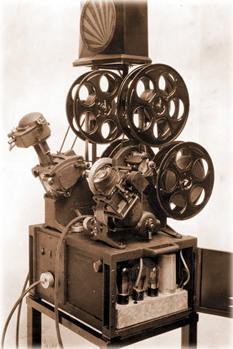
La máquina original de edición, una Moviola.

### Corte del editor
Existe varias etapas de edición y el corte del editor es el primero. Un corte del editor (a veces referido como la «edición de ensamblaje» o «corte en bruto») normalmente es el primer paso de lo que la película final será cuando alcanza su total postproducción. El editor usualmente comienza trabajando mientras el rodaje inicia. Probablemente, antes del corte, el editor y director habrían visto o discutido sobre «dailies» (tomas realizadas día a día) cuando la filmación progresa. Los dailies entregaban una idea aproximada de las intenciones del director. Debido a que este es el primer paso, el corte del editor quizás sea más largo que el corte final. El editor continúa perfeccionando el corte mientras la filmación continúa, y a veces, el proceso de edición dura meses a veces más de un año, dependiendo de la película.

### Corte del director
Cuando la filmación acaba, el director puede centrar su atención en colaborar con el editor y seguir perfeccionando el corte de la película. Se sigue el primer corte del editor, pero moldeándolo para adaptarlo a la visión del director. En los Estados Unidos, bajo las reglas de DGA, el director recibe un mínimo de diez meses antes de completar el rodaje para preparar su primer corte. Mientras colabora en lo que es referido como el «corte del director», el director y el editor abarcan toda la película completa revisándolo minuciosamente; las escenas y las tomas son re-ordenadas, removidas, cortadas y, de lo contrario, ajustadas. A menudo, se descubre vacíos en el argumento, perdiendo tomas o incluso perdiendo segmentos que quizás requiera que nuevas escenas sean filmadas. Debido a este tiempo de trabajo y la estrecha colaboración  —un período que normalmente es mucho más largo y mucho más íntimamente involucrados, que toda la producción y el rodaje—, la mayoría de los directores y editores forman un vínculo artístico único. Algunos directores como Jean-Luc Godard apuntaba que el montaje era como el dinero: «siempre es más difícil estirarlo». Lev Kuleshov decía que el montaje se dividía en dos: aquel que no se ve y aquel que sí se ve.

### Corte final
A menudo, después de que el director ha tenido oportunidad para revisar un corte, los cortes posteriores son supervisados por uno o más productores, quienes representan la compañía de la producción o un estudio de película. Ha habido varios conflictos en el pasado entre el director y el estudio, a veces lleva a la utilización del crédito de Alan Smithee, el cual significa cuando un director ya no quiere estar asociado con la versión final.

## Tipos de montaje

### Según la totalidad del relato cinematográfico
- Montaje narrativo o clásico: cuenta los hechos, o bien cronológicamente o haciendo saltos tanto al futuro (flash-forward) como al pasado (flash-back y Racconto), pero siempre estructurándose con la idea de dotarlos de forma narrativa.
- Montaje ideológico: cuando utiliza las emociones, ya sea basándose en símbolos, gestos, etc.
- Montaje creativo o abstracto: ordenar sin tener en cuenta una cronología determinada como recurso cinematográfico, sino como una operación totalmente nueva, que tratará de dar coherencia, ritmo, acción y belleza a la obra fílmica.
- Montaje expresivo: cuando marca el ritmo de la acción, rápido en las aventuras y en la acción, lento en el drama y en el suspense.
- Montaje rítmico: aspecto métrico, concierne a la longitud de las tomas, una correlación entre el ritmo (movimiento de la imagen, de las imágenes entre sí) y el movimiento en la imagen. Existen tomas largas ( ritmo lento) que dan una sensación de languidez, y tomas cortas o muy cortas/ flashes que dan una proyección de ritmo rápido.[2]

### Según la temporalidad
Los planos en el relato audiovisual, se pueden ordenar de formas diferentes (no necesariamente unos detrás de otros, siguiendo un eje temporal continuo que avanza). Según el orden que sigamos, podemos diferenciar cuatro tipos de montaje:

#### Montaje lineal o continuo
Este desarrolla una única acción siguiendo el orden cronológico natural de la escena.

#### Montaje invertido
En este tipo de montaje, el orden cronológico del relato es alterado a partir de una temporalidad subjetiva (por ejemplo, de un personaje), para conseguir más dramatismo.

#### Montaje paralelo o alterno
En este tipo de montaje, dos o más escenas que suceden en escenarios distintos, se desarrollan simultáneamente, alternando imágenes de ambas situaciones, creando así asociaciones de ideas en el espectador.

### Montaje analítico o externo y montaje sintético o interno
- Montaje analítico o externo: con encuadres de planos cortos ("cerrados") y en general de corta duración. Se analiza la realidad estudiándola por partes.
- Montaje sintético o interno: en base de encuadres de planos largos ("abiertos") y con frecuencia uso de la profundidad de campo (se ve en foco tanto el frente, la figura, como el fondo). Se da una visión más amplia de la escena, sin voluntad de análisis.

El montaje analítico se construye sobre la premisa de que la información significativa dentro del plano se da de manera sucesiva, mientras que el montaje sintético supone focos de interés simultáneos que ocurren, por lo general, en diferentes cercanías y lejanías a la cámara. Muchas veces los directores hacen uso de diferentes recursos para jerarquizar estas informaciones. El sobreencuadre (en la película Ciudadano Kane, de Orson Welles, el marco de una ventana recorta a Kane jugando con su trineo, mientras que en primer plano se ve a su madre ceder la tutoría al banquero) es una herramienta que la mayor parte de las veces ayuda a construir este plano total con montaje sintético (terminología que utiliza Bazin en su libro ¿Qué es el cine?).

### El  montaje imperceptible
André Bazin escribió que "el montaje no puede utilizarse más que dentro de límites precisos, bajo pena de atentar contra la ontología misma de la fábula cinematográfica" (el montaje como negación). A esta violación perceptiva dentro del montaje, se opone a las tomas en profundidad de campo y sin cortes o que a menos existiese una homogeneidad del espacio y organizadas escenas con movimiento dentro del plano, para que el espectador sea quien distribuya su atención libremente hacia las zonas de la imagen más significativas.

### El  montaje sonoro
El sonido añade posibles conflictos entre planos, entre el interior de los encuadres o entre secuencias o segmentos, aquellos que afectan al cruce entre imagen y sonido, multiplicando las expresiones (conflicto potencial). No solo consta de la voz y la palabra, sino que incluye efectos sonoros variados.

### La regla de seis
Walter Murch es el creador de la teoría de montaje La regla de seis, que se plantea en su obra En el momento del parpadeo. Esta regla se basa en el uso de una jerarquía para saber dónde y cuándo cortar para pasar de una escena a otra. La emoción es lo que se debe preservar en primer lugar a la hora del montaje. Se basa en seis criterios con un porcentaje de importancia cada uno, alcanzando un 100% el montaje ideal.
1. Responde a la emoción del momento (51%)
2. Hace avanzar el argumento (23%)
3. Ocurre en un momento interesante desde el punto de vista rítmico (10%)
4. Tiene en cuenta la dirección de la mirada (7%)
5. Respeta la planaridad, la gramática de las tres dimensiones como cuestiones de eje (5%)
6. Sigue la continuidad tridimensional del espacio, dónde están las personas dentro de una sala y la relación unas con otras (4%).

## Técnicas de montaje
Para realizar montajes audiovisuales, existen diferentes técnicas o recursos que nos permiten aportar dinamismo u otras características (dependiendo del tratado que queramos darle a la imagen) a la historia que queremos narrar.
Entre estas técnicas, encontramos dos a destacar: el corte y la transición.

### Cortes
El corte es el elemento más básico del montaje, ya que es el recurso que se utiliza para pasar de un plano a otro.
Ahora bien, estos cortes pueden ser de diferentes tipos, según los cuales se le aportarán diferentes aspectos al relato audiovisual, como por ejemplo, dinamismo.

#### El corte sobre la acción(cutting on action o Smash cut)
Este tipo de corte consiste en cambiar de plano mientras se está desarrollando una acción. Suele ser muy brusco e impactante para el espectador. Se utiliza, por ejemplo, cuando un personaje despierta de un sueño.

#### El corte con inserción(cut away)
Consiste en insertar, en medio de la acción que se está desarrollando, un plano de lo que está viendo el personaje en cuestión (que puede ser lo que ve, o un recuerdo, una visión...). Este recurso nos puede servir, por ejemplo,  para combinar planos de tomas diferentes y simular que es una única toma.

#### Jump cut
El jump cut o corte por salto consiste en realizar pequeñas elipsis en un mismo plano, con tal de dar más dinamismo a montaje.

#### Match cut
En este caso, se pasa de un plano a otro que tiene una composición del encuadre prácticamente idéntica a la del primero. También se le llama match cut al corte que pasa de un plano a otro en que continúa desarrollando la misma acción pero en otro escenario (usual en las películas de comedia).

#### Corte invisible
Este es un tipo de corte que pretende pasar desapercibido para dar la sensación de plano secuencia. Uno de los ejemplos más claros lo encontramos en la película La soga de Alfred Hitchcock.

### Transiciones
Las transiciones son recursos que se utilizan en el montaje audiovisual para pasar de un plano a otro. Es decir, es la manera de cambiar de plano. Dependiendo del uso que se les de, pueden interferir en la idea del discurso audiovisual. Los diferentes tipos que existen son los siguientes:

#### Fundidos
Pueden ser fundidos de entrada o de salida. Ambos consisten en pasar progresivamente  de la oscuridad, es decir, de una imagen completamente negra a una imagen nítida o viceversa. Se utiliza al inicio o al final de las secuencias, por lo general.

#### Encadenado
Este tipo de transición consiste en mezclar dos planos; mientras uno desaparece, emerge el siguiente paulatinamente, de manera que ambas imágenes se mezclan.

#### Barrido
Consiste en realizar un movimiento de cámara tan rápido que el espectador no es capaz de distinguir con claridad el contenido de la imagen, de manera que no detecta el cambio de plano.

#### Cortinilla
Esta técnica consiste en pasar de un plano a otro invadiendo la primera imagen con la segunda de arriba abajo, de un lado a otro, viceversa, etc. Digamos que "un plano empuja al otro".

#### L-cut
Esta transición es de audio. Sucede cuando el audio de la primera escena se sigue escuchando en el de la segunda.

#### J-cut
Al revés que el L-cut, en este caso el sonido anticipa lo que sucederá en el siguiente plano. Este recurso sirve para que el montaje sea más fluido.

#### Iris
Transición usual en el cine clásico. Consistía en abrir o cerrar la imagen desde o hacia el centro de la pantalla en forma de círculo, dejando en negro el resto del plano.

## El montaje y las metáforas visuales
La metáfora es una figura retórica proveniente de la lengua que consiste en expresar una realidad, idea o concepto por medio de una realidad, idea o concepto diferente con la que guarda cierta similitud o analogía. Trasladado al audiovisual y más específicamente al cine soviético, tanto Vsévolod Pudovkin como Sergei Eisenstein utilizaron las metáforas visuales para captar la atención del espectador, las cuales son el resultado de yuxtaponer dos planos distintos y generar un tercer significado a partir del encuentro entre de ambas imágenes, y cuyo objetivo es producir un choque psicológico en la mente del espectador. Ambos realizadores hicieron uso de las metáforas, pero con diferente forma y resultados. 

### Metáfora orgánica
Pudovkin es conocido por el uso de las metáforas orgánicas que están presentes en la diégesis de la historia, es decir, se encuentran integradas a los hechos allí presentes y permiten que la historia progrese sin cortes abruptos. Esto puede verse reflejado en el uso que le dio al montaje paralelo en La Madre (1926), mostrando la escena de la liberación y el deshielo como acto de desenvoltura, sin romper la diégesis, ya que se encuentran en la primavera. Esta forma narrativa refleja a la perfección este carácter orgánico en la película, y que no sólo está presente allí, sino que también durante la escena del bar, mientras ocurre una acalorada contienda en donde se yuxtaponen planos de los árboles agitándose que remedan el ambiente tenso del lugar. 

### Metáfora inorgánica
Las metáforas inorgánicas utilizadas por Eisenstein no forman parte de la diégesis de la historia, sino que su inclusión tiene por objetivo generar un choque psicológico en la mente del espectador, a través de la yuxtaposición de planos generando así una idea nueva que no se encuentra presente en ninguno de los dos planos por sí mismos, rompiendo por completo el orden de los hechos para ser restaurado en el plano siguiente. Esto puede verse en la escena de El acorazado Potemkin (1925) cuando los marinos arrojan al doctor Smirnov a las profundidades del Mar Negro y seguidamente, se yuxtapone el plano de la carne podrida con los gusanos. Otra metáfora se puede observar cuando en una escena de represalia por lo que sucede en las escaleras, los marineros deciden usar las armas del acorazado para disparar contra la ópera de la ciudad, donde los líderes militares zaristas convocan una reunión y se yuxtaponen planos de las estatuas de los leones como símbolo de ferocidad.

## Programas de montaje, edición y posproducción
Actualmente, existen varios programas digitales de edición y montaje de vídeo y sonido, los más destacados son:
- Media Composer: Este programa es de los más utilizados. Fue uno de los primeros en instaurarse en el mercado y es el estándar tanto para cine como para televisión.
- Adobe Premiere Pro CC: Este programa es más utilizado en el ámbito profesional, ya que ofrece muchas más opciones en el tratamiento de vídeo, pero es más complejo a la hora de utilizarlo. Actualmente, la versión más reciente es la CC.
- DaVinci Resolve: Es un software de edición de video no lineal desarrollado por Blackmagic Design para sistemas operativos Windows, MacOS y Linux. Lanzado en 2004 como un software de etalonaje digital y corrección de color, DaVinci Resolve ha ido añadiendo funcionalidades hasta convertirse en un editor de vídeo completo con multitud de herramientas. Su versión Lite es de uso gratuito.
- Sony Vegas Pro: Este programa es bastante utilizado debido a su sencillez a la hora de adjuntar y recortar clips de vídeo y sonido. Sin embargo, no es el que ofrece un mayor abanico de opciones a nivel de efectos.
- Adobe After Effects: Este programa es uno de los mejores que existen a nivel de creación de efectos especiales. Es bastante complejo y también puede ser utilizado para recortar y enganchar clips (aunque esta no sea su función más destacable).
- Final Cut Pro: Es el programa de posproducción por excelencia de los ordenadores MacOs, con una ventana de posibilidades bastante amplia, pero no muy especializada en aspectos como los efectos especiales.